# Atlas VPN
 (novembre 2023).
Atlas VPN est un fournisseur de services VPN freemium avec des applications pour Microsoft Windows, macOS, Linux, Android, iOS, Android TV et Amazon Fire TV,,.
Le VPN en ligne comprend un outil qui bloque les logiciels malveillants, les trackers tiers et les publicités. Atlas VPN propose également une fonction de surveillance des violations de données qui notifie les utilisateurs des violations de données potentielles,,.

## Histoire
Atlas VPN est exploité par Peakstar Technologies Inc. La société est installée aux États-Unis, dans le Delaware, mais opère à l'échelle internationale.
En mars 2020, Atlas VPN a offert un abonnement de trois mois à ses services VPN premium pour combattre la désinformation sur le coronavirus. Selon les recherches réalisées par l'entreprise, la censure sur Internet laisse les citoyens de certains pays mal informés ou désinformés sur l'ampleur de l'épidémie.
Le 15 octobre 2021, Nord Security a indiqué qu'elle avait conclu un accord pour intégrer Atlas VPN à son portefeuille croissant de marques et de produits de cybersécurité,. Cependant, Atlas VPN continue d'agir de manière indépendante et de poursuivre ses objectifs sur le marché des services VPN « freemium ». En février 2022, Atlas VPN a distribué gratuitement des abonnements VPN premium d'un an au personnel des médias en Ukraine en guise de soutien,.
En février 2023, Atlas VPN a obtenu la troisième place dans le classement VPN53 de TechRound, qui classe les sociétés VPN les plus innovantes du Royaume-Uni et d'Europe. En août 2023, Atlas VPN possède plus de 1000 serveurs dans 49 endroits à travers le monde.

## Avis
Forbes a accordé à Atlas VPN une note de 4,4 sur 5, tandis que The Independent, Chip.de et Tom's Hardware ont fait l'éloge de sa vitesse,. TechRepublic, quant à lui, l'a qualifié de service VPN économique.
Le magazine allemand Computer Bild et le magazine américain Money ont présenté la vitesse et la sécurité comme des avantages, tout en citant le faible nombre de serveurs américains comme un inconvénient. PCMag a fait l'éloge des options freemium et a critiqué son interface peu intuitive.

## Technologie
Atlas VPN propose deux protocoles de connexion différents : IPSec/IKEv2 et WireGuard. Il emploie ChaCha20 ou AES-256 pour le cryptage des données.
En 2020, Atlas VPN a lancé le VPN Adoption Index, une recherche analysant le téléchargement et l'utilisation des VPN dans le monde,.
Selon ZDNET, en février 2023, Atlas VPN a commencé à mettre à niveau son service avec des serveurs 10Gbit/s, ce qui lui permet d'accueillir un plus grand nombre d'utilisateurs sans rencontrer de congestion.